# 通信機器
通信機器（つうしんきき、telecommunications equipment）とは、電気通信を行うための機器である。1990年代ごろから、インターネットの発展と送信するデータの増大に伴い、通信機器と情報機器の境界は曖昧になってきている。

## 種類
通信機器は、以下のような種類に分けられる。
- 公衆交換機器
  - アナログ交換機・アナログスイッチ
  - デジタル交換機・デジタルスイッチ
- 伝送機器
  - 伝送線路
    - 光ファイバー

  - 基地局 (Base transceiver station)
  - マルチプレクサ
  - 加入者線
  - 通信衛星
- カスタマ構内設備
  - 構内交換機
  - LAN
  - モデム
  - 携帯電話
  - 固定電話
  - 留守番電話
  - テレタイプ端末
  - ファクシミリ
  - ポケットベル
  - ルータ

## メーカー
世界の五大通信機器（携帯電話器を除く）メーカー（2015年の総収益）
1. エリクソン
2. ノキアネットワークス（英語版）（ アルカテル・ルーセント）
3. ファーウェイ
4. シスコシステムズ
5. ZTE

世界の五大ルータ・スイッチメーカー（2015年6月 Global Service Provider Survey）
1. シスコシステムズ
2. ノキアネットワークス（英語版）（ アルカテル・ルーセント）
3. ジュニパーネットワークス
4. ファーウェイ
5. ZTE

世界の十大携帯電話器メーカー（2013年第2四半期、出荷台数）
1. サムスン電子 (24.7%)
2. マイクロソフトモバイル（英語版） (14.0%)
3. Apple (7.3%)
4. LGエレクトロニクス (3.9%)
5. ZTE (3.5%)
6. ファーウェイ (2.6%)
7. レノボ (2.5%)
8. TCL集団 (2.3%)
9. ソニーモバイルコミュニケーションズ (2.2%)
10. クールパッド（英語版） (1.8%)

2014年現在、多くの通信機器メーカーが、供給のために財政的に努力し、中国に拠点を置くメーカーの市場占有率が上昇し、2G・3Gネットワークによる収入は減少しているが、成長市場の4G装置によっては完全に相殺されていない。

## 中古の通信機器
通信装置の技術の速い進化により、事業者は、自身のネットワークを維持するための別のより安い選択肢として、中古の通信機器にも着目することを強いられている。中古通信機器の市場は、過去10年で急速に拡大した。機器が製造中止されたことにより、入手が困難になる部品を取るために中古品を入手することもある。